# Beregsurány
Beregsurány è un comune dell'Ungheria di 636 abitanti (dati 2001). È situato nella contea di Szabolcs-Szatmár-Bereg.